# Maarten van der Weijden

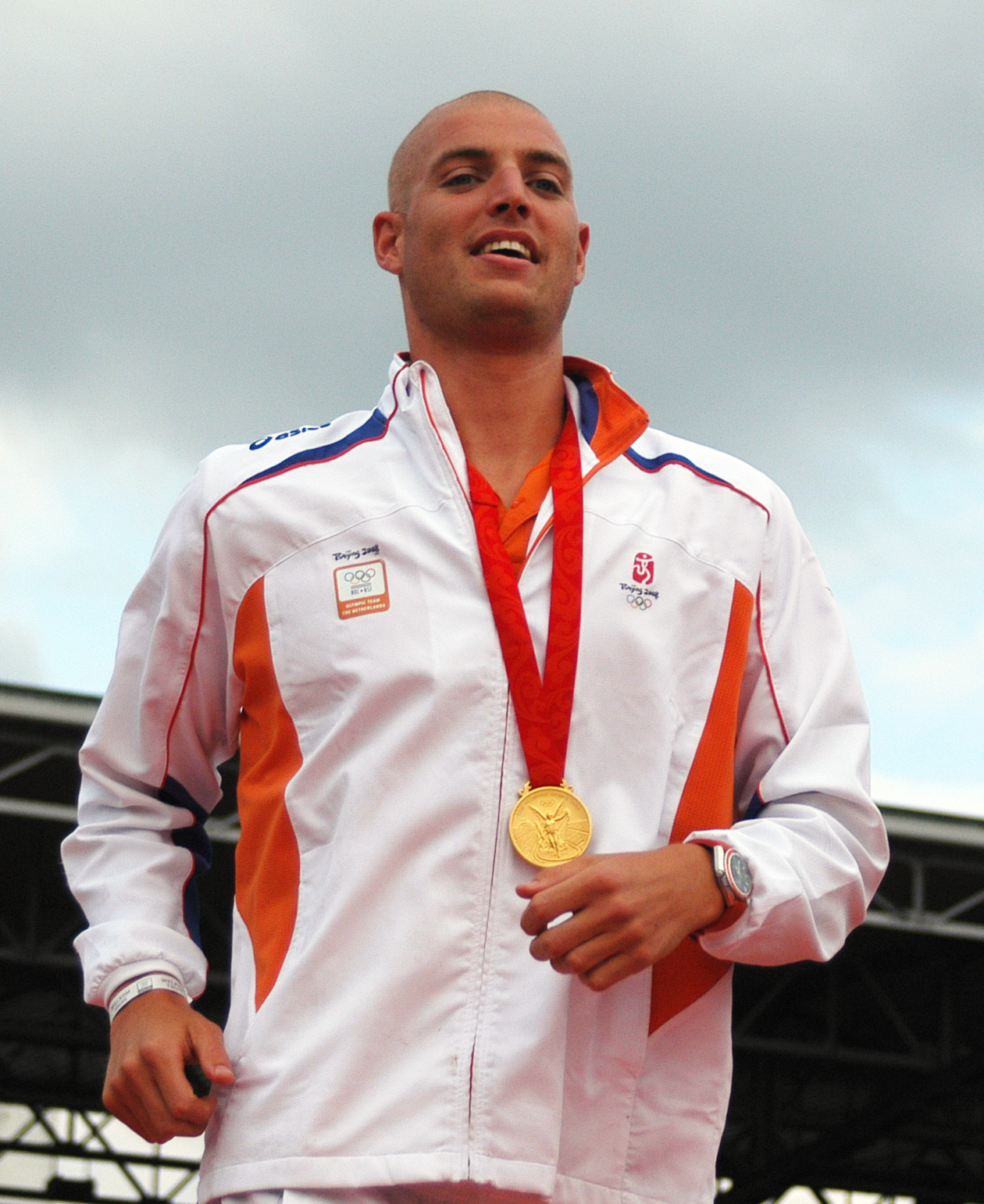
Maarten van der Weijden

Maarten van der Weijden (* 31. März 1981 in Alkmaar) ist ein niederländischer Langstreckenschwimmer.
Maarten van der Weijden siegte über 25 Kilometer bei den Freiwasserweltmeisterschaften 2008. Bei den Olympischen Spielen in Peking gewann van der Weijden die Goldmedaille über 10 Kilometer. Er wurde 2008 außerdem Freiwasserschwimmer des Jahres.
Am 3. März 2018 erreichte er mit 102,8 km einen neuen Rekord im 24-h-Schwimmen.
Er schwamm in 4 Tagen 21.–24. Juni 2019 die Eisschnelllaufstrecke Elfstedentocht: 195 km.
2017 wurde er in die International Swimming Hall of Fame aufgenommen.